# وانغ غانتشانغ
وانغ غانتشانغ (بالصينية: 王淦昌)(ولد في 28 مايو 1907 - 10 ديسمبر 1998) كان فيزيائيًا نوويًا صينيًا. كان أحد الآباء المؤسسين للفيزياء النووية والأشعة الكونية وفيزياء الجسيمات في الصين. كان وانغ أيضًا رائدًا في مجالات تجارب فيزياء التفجير، وتكنولوجيا النبضات الكهرومغناطيسية المضادة، والكشف عن الانفجار النووي، وتكنولوجيا الإشعاع المضاد النووي، وتقنيات الانفجار النووي المحفزة بالليزر.
لمساهماته العديدة، يعتبر وانغ من بين كبار القادة والرواد والعلماء في برنامج الأسلحة النووية الصيني. انتخب عضوا في الأكاديمية الصينية للعلوم، وكان عضوا في الحزب الشيوعي الصيني.
اقترح وانج في عام 1930 لأول مرة استخدام غرفة سحابية لدراسة نوع جديد من الأشعة عالية الطاقة الناتجة عن قصف البريليوم بجزيئات ألفا. أجريت هذه التجربة بعد عام من قبل الفيزيائي الإنجليزي جيمس تشادويك، مما أدى إلى اكتشاف نوع جديد من الجسيمات، وهو النيوترون، والذي حصل تشادويك عليه عام 1935 على جائزة نوبل في الفيزياء.
اقترح وانجفي عام 1941 لأول مرة استخدام التقاط بيتا لاكتشاف النيوترينو. استخدم جيمس ألين اقتراحه ووجد دليلًا على وجود النيوترينو في عام 1942. اكتشف فريدريك رينز وكلايد كوان النيوترينو عبر تفاعل اضمحلال بيتا العكسي في عام 1956، والذي حصل بعد أربعين عامًا على جائزة نوبل في الفيزياء لعام 1995.
قاد وانغ أيضًا مجموعة اكتشفت جسيم مضاد سيجما ناقص هايبرون في المعهد المشترك للأبحاث النووية، دوبنا، روسيا في عام 1959. أصبح وانج بعد مايو 1950 باحثًا ونائبًا لمدير معهد الفيزياء الحديثة. كما شغل منصب نائب مدير المعهد السوفيتي المشترك للأبحاث النووية.
منذ ربيع عام 1969 وما بعده شغل وانغ العديد من المناصب الرفيعة المستوى داخل المنظمات الأكاديمية والسياسية الصينية. كان نائب مدير معهد الأبحاث التاسع (بالصينية: 二 机 部 第九 研究院)، ومن اوائل مؤسسي الأكاديمية الصينية للفيزياء الهندسية، ومدير المعهد الصيني للطاقة الذرية، ونائب مدير لجنة علوم وتكنولوجيا الصناعة النووية (بالصينية: 核工业 部 科技 委)، والنائب الثاني لرئيس الجمعية الصينية للعلوم والتكنولوجيا. كما كان نائب رئيس الجمعية الفيزيائية الصينية وأول رئيس للجمعية النووية الصينية. في المجال السياسي، كان عضوًا في اللجان الدائمة للمجلس الوطني لنواب الشعب الصيني من اللجنة الثالثة إلى السادسة عشر التابعة للحكومة الصينية.
في عام 2000، أنشأت الجمعية الفيزيائية الصينية خمس جوائز تقديراً لخمسة رواد في الفيزياء الحديثة في الصين. تُمنح جائزة وانغ غانتشانغ للفيزيائيين في فيزياء الجسيمات واندماج الحبس بالقصور الذاتي.

## النشأة
وُلِد وانغ غانتشانغ في مدينة تشيتانغ، في محافظة تشانغشو بمقاطعة جيانغسو في 28 مايو 1907. تخرج من مدرسة بودونغ الثانوية في عام 1924 في شنغهاي. بعد ذلك، درس اللغة الإنجليزية لمدة ستة أشهر أثناء قيادته للسيارات وإصلاحها لإعالة نفسه. اجتاز امتحانات القبول بجامعة تسينغهوا في أغسطس 1928.
تخرج من قسم الفيزياء في تسينغهوا في يونيو 1929، وعمل أستاذا مساعدا من عام 1929 إلى عام 1930. في أطروحته «حول التغيير اليومي لغاز الرادون» (بالصينية: 清华 园 周围 氡 气 的 强度 及 每天 的 变化)، كان أول عالم صيني ينشر عن أبحاث الغلاف الجوي والتجارب المشعة.

## طالب أجنبي في ألمانيا
ذهب في عام 1930 للدراسة في جامعة برلين في ألمانيا. بمجرد وصوله إلى برلين، أصبح على علم بتقرير بوث المتعلق بانبعاث نوع جديد من الإشعاع المحايد عالي الطاقة الناجم عن قصف البريليوم بجزيئات ألفا من مصدر بولونيوم مشع، والذي كانت غير مؤينة ولكنها أكثر اختراقًا من أقوى أشعة جاما المشتقة من الراديوم. كان من المفترض (خطأ) أن تكون هذه أشعة جاما.
اقترح وانغ استخدام غرفة السحاب لدراسة هذه الجسيمات. ومع ذلك، لم يتمكن من إجراء هذه التجربة خلال فترة وجوده في ألمانيا، لأنه كان يفتقر إلى دعم مشرفه ليز مايتنر. بدلاً من ذلك، تم إجراؤه بعد عام واحد بواسطة الفيزيائي الإنجليزي جيمس تشادويك، الذي اكتشف نوعًا جديدًا من الجسيمات، وهو النيوترون. حصل تشادويك على جائزة نوبل في الفيزياء عام 1935.
حصل وانغ غانتشانغ على درجة الدكتوراه في عام 1934 على أطروحة حول طيف الانحلال (بالألمانية: Über die β-Spektren von ThB + C + C)؛(بالصينية: ThB + C + C 的 β 能谱) تحت إشراف مايتنر. عاد إلى الصين في أبريل من ذلك العام.

## عند عودته إلى الصين
عمل لأول مرة في جامعة شاندونغ كأستاذ للفيزياء من عام 1934 إلى عام 1936. ثم أصبح أستاذًا في جامعة جيجيانغ وشغل منصب رئيس قسم الفيزياء هناك من أكتوبر 1936 إلى 1950.

## خلال الحرب العالمية الثانية
بعد حادثة جسر ماركو بولو في يوليو 1937، أجبر الغزو الياباني للصين وانج وأساتذة آخرين على التراجع مع جميع أعضاء هيئة التدريس بجامعة تشجيانغ إلى المناطق الريفية الجبلية الغربية في الصين هربًا من الاستيلاء عليها. على الرغم من الظروف الصعبة، إلا أنه حاول في عام 1939 العثور على أدلة على مسارات الانشطار النووي الناجمة عن القصف النيوتروني لحمض الكادميوم على فيلم فوتوغرافي.
اقترح في عام 1941 لأول مرة تجربة لإثبات وجود النيوترينو عن طريق التقاط الإلكترونات كاي في التفاعلات النووية. لسوء الحظ، بسبب الحرب لم يتمكن من إجراء هذه التجربة. بدلاً من ذلك، بعد خمسة عشر عامًا في عام 1956، اكتشف فريدريك رينز وكلايد كوان النيوترينو من خلال طريقة مختلفة تتضمن تفاعل اضمحلال بيتا العكسي. بعد أربعين عامًا، حصلوا على جائزة نوبل في الفيزياء لعام 1995.

## بعد تأسيس جمهورية الصين الشعبية
من أبريل 1950 إلى 1956 كان وانغ باحثًا في معهد الفيزياء الحديثة في الأكاديمية الصينية للعلوم وشغل منصب نائب مدير المعهد منذ عام 1952. هناك، بدعوة من زميله الباحث تشيان سانكيانغ، بدأ دراسات الأشعة الكونية بغرفة سحابة دائرية يبلغ ارتفاعها 12 قدمًا. في عام 1952، صمم غرفة سحابة مغناطيسية.
كان البروفيسور وانغ أول من اقترح إنشاء مختبر للأشعة الكونية في الصين. من 1953 إلى 1956، أدار مركز أبحاث الأشعة الكونية لجبال لوكسو (بالصينية: 落 雪山 宇宙 线 实验 站) الواقع على ارتفاع 3185 مترًا فوق مستوى سطح البحر في المنطقة الجبلية بمقاطعة يونان.
قادته دراسته للأشعة الكونية إلى نشر النتائج التي توصل إليها حول اضمحلال الميزون المحايد في عام 1955. بحلول عام 1957، كان قد جمع أكثر من 700 تسجيل لأنواع جديدة من الجسيمات.

## سنوات الاتحاد السوفياتي
من أجل تطوير مجال فيزياء الطاقة العالية في الصين، بدأت الحكومة الصينية في عام 1956 في إرسال خبراء إلى المعهد المشترك للأبحاث النووية في دوبنا في الاتحاد السوفيتي للقيام بعمل ميداني وتنفيذ التصميم الأولي لمسرعات الجسيمات. تم توقيع اتفاقية جينر في 26 مارس 1956 في موسكو، مع وانغ غانتشانغ كأحد مؤسسيها.
ذهب وانغ في 4 أبريل 1956 إلى اتحاد الجمهوريات الاشتراكية السوفياتية للمساعدة في تخطيط التنمية طويلة المدى للاستخدام السلمي للطاقة الذرية. في وقت لاحق، ذهب العديد من الطلاب الصينيين إلى الاتحاد السوفيتي لدراسة تكنولوجيا بناء المعجل والكاشف. باستخدام هذه التكنولوجيا، وبقيادة البروفيسور وانغ غانتشانغ، قام الفريق في دوبنا بتحليل عملي لأكثر من 40,000 صورة التي سجلت عشرات الآلاف من التفاعلات النووية التي اتخذت في غرفة فقاعة البروبان تنتجها 10 جيف استخدموها في قصف هدف تشكيل الطاقة العالية ميزون. في 9 مارس 1959، كانوا أول من اكتشف جسيمات مضاد سيجما ناقص هايرون (في اللغة الصينية: 反 西格马 负 超 子).
ظل وانغ تابعًا للمعهد المشترك للأبحاث النووية حتى بعد عودته إلى الصين، حيث شغل منصب نائب مدير المعهد من عام 1958 حتى عام 1960.

## الأسلحة النووية
بعد عودته إلى الصين في عام 1958، وافق وانغ على المشاركة في البرنامج النووي الصيني لتطوير قنبلة ذرية، مما يعني التخلي عن بحثه حول الجسيمات الأولية لمدة 17 عامًا. في غضون عام واحد أجرى أكثر من ألف تجربة تفجير عند سفح السور العظيم في جبال يانشان بمحافظة هوايلاي بمقاطعة هيبي.
انتقل في عام 1963 إلى موقع داخل هضبة التبت على ارتفاع يزيد عن 3000 متر فوق مستوى سطح البحر لمواصلة تجارب تفجير البلمرة. ثم انتقل بعد ذلك إلى صحراء تاكلامكان في مقاطعة شينجيانغ للتحضير لأول تجربة نووية صينية.
أجري أول اختبار للقنبلة الذرية (الاسم الرمزي "596") بنجاح في 16 أكتوبر 1964، مما جعل الصين دولة تمتلك أسلحة نووية.
بعد أقل من ثلاث سنوات، في 17 يونيو 1967، أجري أول اختبار للقنبلة الهيدروجينية (يحمل الاسم الرمزي «الاختبار رقم 6») بنجاح. صدم هذا العالم لأن الصين لم تنجح فقط في كسر الاحتكار النووي للقوتين العظميين، بل طورت هذه التكنولوجيا حتى قبل بعض القوى الغربية الكبرى مثل فرنسا.
كجزء من واجباته كنائب لمدير معهد الأبحاث التاسع (بالصينية: 二 机 部 第九 研究院) في عام 1969 تلقى وانغ مهمة إجراء أول تجربة نووية صينية تحت الأرض. بسبب نقص الأكسجة الشديد في المرتفعات العالية الناجم عن موقع الاختبار، كان عليه أن يحمل قناع أكسجين أثناء العمل.
أجري أول اختبار تحت الأرض بنجاح في 23 سبتمبر 1969. كما قاد وانغ الاختبارين النوويين الصينيين الثاني والثالث تحت الأرض.

## الاندماج النووي والطاقة النووية
طور معهد شنغهاي للآلات البصرية (بالصينية: 上海 光学 精密 机械 研究所) التابع للأكاديمية الصينية للعلوم في عام 1964 ليزر خرج بقوة 10 ميجاوات. في أواخر ديسمبر من نفس العام، اقترح وانغ على مجلس الدولة استخدام استهداف شعاع الليزر عالي الطاقة من أجل تحقيق اندماج الحبس الذاتي، وهي فكرة في نفس الوقت (ولكن بشكل مستقل) طورها نظيره السوفيتي نيكولاي جيناديفيتش باسوف. لهذه المساهمة، يُعرف وانغ باسم مؤسس تقنية الصهر بالليزر الصينية.
لسوء الحظ، بسبب الاضطرابات السياسية للثورة الثقافية، التي تسببت في تأخير سبع سنوات، فقد وانغ موقعه الريادي في هذا المجال.
بحلول نهاية عام 1978، بدأت مجموعة أبحاث اندماج الحبس الذاتي التي أنشأتها الطاقة الذرية في بناء معجل عالي التيار. كمدافع عن الطاقة النووية، ومع أربعة خبراء نوويين آخرين في أكتوبر 1978، اقترح وانغ تطوير الطاقة النووية في الصين. في عام 1980، روج لخطة لبناء 20 محطة للطاقة النووية في مواقع مختلفة بما في ذلك تشينشان، مقاطعة تشجيانغ، خليج دايا، وقوانغتشو.

## مشروع 863
اقترح وانغ غانتشانغ ووانغ داهنغ ويانغ جياتشي وتشين فانغيون لأول مرة في 3 مارس 1986 في رسالة إلى الحكومة الصينية أن الصين يجب أن تبحث عن أسلحة باستخدام الليزر وأفران الميكروويف، وكذلك أسلحة النبض الكهرومغناطيسي. تم تبني خطة وانغ في نوفمبر من ذلك العام تحت الاسم الرمزي مشروع 863 (بالصينية: 863 计划). كبرنامج مستمر، أنتج مشروع 863 العديد من التطورات البارزة بما في ذلك عائلة معالجات الكمبيوتر لونغسون، وأجهزة الكمبيوتر العملاقة تيانهي، وجوانب مركبة شنتشو الفضائية.

## الجوائز
كان وانغ أول من حصل على جائزة الدولة للعلوم الطبيعية في عام 1982. كما كان أول متلقي للجائزة الخاصة لجائزة الدولة للتقدم العلمي والتكنولوجي (بالصينية: 国家 科技 进步 奖 特等奖) في عام 1985.
حصل وانغ وكيان سانكيانغ معًا في سبتمبر 1999 على الجائزة الخاصة «قنبلتان، قمر صناعي واحد» لمساهماتهما في البرنامج النووي الصيني. تم منحها لهم بعد وفاتهم من قبل مجلس الدولة، واللجنة المركزية للحزب الشيوعي، واللجنة العسكرية المركزية.

## روابط خارجية
- " عالم الفيزياء النووية - وانغ غانتشانغ "